# Statens Information
Statens Information var en statslig informationsvirksomhed oprettet i 1991.

## Historie
Statens Annonce- og Reklamebureau blev oprettet i 1937 og havde til opgave at varetage annoncering i dagblade for alle statsinstitutioner med undtagelse af Statsbanerne samt at rådgive om annoncers udformning.
Bureauet skiftede i 1975 navn til Statens Informationskontor og fik samtidig udvidet sit ansvarsområde til bl.a. også at omfatte rådgivning af borgerne ved henvisning til statslige myndigheder, hvilket bl.a. skete ved indslag i tv-programmet OBS. Året efter overtog kontoret udgivelsen af Statstidende.
I 1978 blev navn ændret til Statens Informationstjeneste og igen i 1991 til Statens Information.
I 2002 blev Statens Information slået sammen med Telestyrelsen under navnet IT- og Telestyrelsen.